# Jewgeni Alexejewitsch Gurow
Jewgeni Alexejewitsch Gurow (russisch Евгений Алексеевич Гуров; * 21. Januar 1897 in Ramenskoje, Russisches Kaiserreich; † 31. Dezember 1987 in Moskau) war ein sowjetischer Theater- und Film-Schauspieler.

## Biografie

### Herkunft und Ausbildung
Gurow war der Sohn von Jewdokija Iwanowna Gurowa, die nach ihrer Scheidung zu ihrem Vater, einem Eisenbahnangestellten, gezogen war. Nach dessen Tod unterstützte Gurowas Onkel, der Hauptbuchhalter des Roten Kreuzes in Moskau, die Familie.
Gurow besuchte zunächst eine fünfklassige Volksschule, die der örtlichen Textilfabrik angegliedert war. Danach wurde er ins Malachow-Gymnasium aufgenommen, wo einer der Lehrer das Schulgeld für die ersten zwei Jahre aufbrachte. Aufgrund sehr guter Leistungen erhielt Gurow ein Stipendium. 1914 ging seine Mutter bei einem Moskauer Militärkrankenhaus in den Dienst, sodass der junge Jewgeni zu deren Schwester Marfa Iwanowna Osokina, einer Fabrikweberin, in eine Betriebswohnung zog. 1918 legte er das Abitur ab und siedelte nach Moskau über, um nach bestandener Aufnahmeprüfung in die Architekturabteilung der Staatlichen Technischen Universität einzutreten. Nach einjährigen Versuchen, sowohl die technische wie auch die künstlerische Fachrichtung zu bedienen, wechselte Gurow letztlich in die Kunstfakultät von Konstantin Korowin. Neben seinem Wirken in dessen Atelier arbeitete er außerdem im Bauverwaltungsbüro der Kasan-Jekaterinburg-Bahnlinie. Zeitgleich entwickelte sich in ihm das Interesse an einer Bühnenlaufbahn und 1920 wurde er in Illarion Nikolajewitsch Pewzows Studio Молодые мастера (Molodyje mastera) aufgenommen. Parallel dazu studierte Gurow am WChUTEMAS. 1921 ging das Studio zusammen mit Darstellern anderer Moskauer Theater auf eine Sommertournee nach Iwanowo, mit der Gurows Schauspielkarriere begann.

### Schauspiellaufbahn

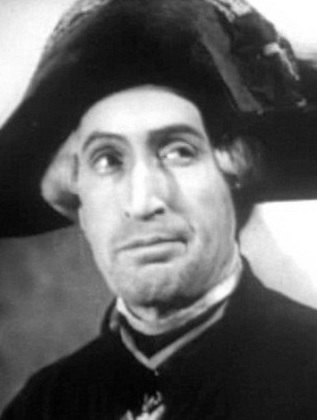
Jewgeni Gurow in Suworow (1941)

1922 wurde Gurow ins erste Studio des Moskauer Künstlertheaters aufgenommen, das später in Zweites Moskauer Künstlertheater umbenannt wurde. Dort war der Nachwuchsdarsteller zunächst als Schauspieler und anschließend als Regisseur tätig. Zu den Stücken, in denen er auf der Bühne stand, gehören u. a. Orestie, Der Tod Iwans des Schrecklichen, The Spanish Curate von John Fletcher und Philip Massinger sowie die Adaptionen Пётр I. (Pjotr I.) nach Alexei Tolstois Peter der Große, Униженные и оскорблённые (Unischennyje i oskorbljonnyje) auf Grundlage von Erniedrigte und Beleidigte und eine Bearbeitung von Das Heimchen am Herde. 1926 inszenierte Gurow zusammen mit Lidija Deikun-Blagonrawowa das Stück Девичий переполох (Dewitschi perepoloch), das aber nach den Probevorführungen abgesetzt wurde, da es nicht dem neuen Kurs des Theaters entsprach. 1935 brachte Gurow Alexander Ostrowskis Ein Komiker des 17. Jahrhunderts auf die Bühne, im folgenden Jahr schloss das Theater jedoch. Danach wirkte er bis 1938 am Mossowjet-Theater und wechselte anschließend zum Lenkom-Theater.
Mit Beginn des Deutsch-Sowjetischen Krieges schloss sich Gurow der Volksmiliz an und begab sich in Richtung Smolensk. Seine Einheit wurde aber abkommandiert und zunächst zur 17. Division und anschließend zur 33. Armee geschickt. Dort erhielt er die Verantwortung für eine Agitationsbrigade, die bis Kriegsende über 2000 Aufführungen geben sollte. Danach wirkte Gurow für ein Jahr beim Moskauer Kammertheater, kehrte aber 1946 an seine vorherige Wirkungsstätte zurück. In den kommenden Jahren trat er u. a. in Armut ist kein Laster, Konstantin Simonows Под каштанами Праги (Pod kaschtanam Pragi), Lew Tolstois Der lebende Leichnam und Дети Ванюшина (Deti Wanjuschina) von Sergei Alexandrowitsch Naidjonow auf. 1959 folgte Gurow einer Einladung des Musikdrama-Theaters „M. Gorki“ des Oblast Magadan und war dort bis 1966 als Schauspieler und Regisseur tätig. Anschließend kehrte er nach Moskau zurück und konzentrierte sich nur noch auf die Arbeit vor der Kamera. Zu den Theaterstücken, in denen er im Laufe der Jahre auftrat, gehörten auch König Lear, Nikolai Leskows Der Verschwender, Sonnenuntergang sowie Bühnenbearbeitungen von Onkel Toms Hütte und In der Schlucht.
Gurows Filmlaufbahn begann 1936 mit Однажды летом (Odnaschdy letom). Bis Mitte der 1980er Jahre war der dunkelhaarige Mime in über 60 Werken als Nebendarsteller zu sehen, oftmals als Militärangehöriger, Arzt oder Büroangestellter. Die meisten seiner Engagements waren Mosfilmproduktionen. Neben diversen Filmbiografien bediente er u. a. die Genres des Historienfilms, der Literaturverfilmung, der Komödie und des Märchenfilms. Gurow spielte dabei unter bekannten Regisseuren wie Sergei Jutkewitsch, Wsewolod Pudowkin, Schuchrat Salichowitsch Abbasow, Boris Ryzarew und Stanislaw Rostozki. Als Synchronsprecher wirkte er außerdem 1955 an Die Entscheidung von Buchara mit. Seine Laufbahn endete 1984 mit dem Drama Выигрыш одинокого коммерсанта (Wyigrysch odinokogo kommersanta).
Gurow starb wenige Wochen vor seinem 91. Geburtstag und wurde auf dem Wwedenskoje-Friedhof beigesetzt.

## Filmografie (Auswahl)
- 1938: Doktor Aybolit
- 1940: Der erste Präsident (Jakow Swerdlow)
- 1941: Suworow
- 1946: Glinka
- 1949: Die Welt soll blühen (Mitschurin)
- 1955: Die Entscheidung von Buchara (Kruschenije emirata) – als Synchronsprecher
- 1956: Der Mord in der Dantestraße (Ubijstwo na ulize Dante)
- 1957: Nächtliche Jagd (Notschnoi patrul)
- 1958: Poem vom Meer (Poema o more)
- 1967: Bela – Tragik einer Liebe (Geroi naschego wremeni)
- 1967: Anna Karenina
- 1968: Brot aus Taschkent (Taschkent - gorod chlebny)
- 1970: Schuld und Sühne (Prestuplenije i nakasanije)
- 1973: Siebzehn Augenblicke des Frühlings (Semnadzat mgnoweni wesny) (Fernsehmehrteiler)
- 1974: Romanze für Verliebte (Romans o wljubljonnych)
- 1975: Das haben wir noch nicht durchgenommen (Eto my ne prochodili…)
- 1979: Das Geschenk des schwarzen Zauberers (Podarok tschjornogo kolduna)
- 1981: Zwei Zeilen, kleingedruckt (Dwe strotschki melkim schriftom)